# 三銃士 (1973年の映画)
『三銃士』（さんじゅうし、The Three Musketeers）は、1973年のイギリス・アメリカ合衆国の剣戟映画。監督はリチャード・レスター、出演はマイケル・ヨーク、オリヴァー・リード、フランク・フィンレー、リチャード・チェンバレンなど。原作はアレクサンドル・デュマ・ペールの同名冒険活劇小説。
元々この映画は、1960年代にレスター監督がビートルズ関連の映画を撮影していた時に、ビートルズのプロモーション用にと持ちかけられたものだった。上映時間も当初は3時間の予定だったが短縮され、後半は『四銃士』として公開された。1989年には、やはりデュマ・ペールの『二十年後』を原案とした『新・三銃士/華麗なる勇者の冒険』が、同じキャストとスタッフで製作されている。
原作にかなり忠実な映画であるが、ユーモアもふんだんに織り込まれている。これは、この時代にありがちな、こまごましたことを視点に入れて撮影されたもので、殺陣師のウィリアム・ホッブスにより、過去に何度も映画化されたこの剣劇を、作品を大衆に受けがいいものに作り替え、喧嘩のシーンでは、剣を振り回すたびごとに、膝蹴りや、こぶしや、家具に洗濯物までが乱れ飛んだ。このユーモアは、時に下品にもなり、わいせつな意味を含む台詞や、少々馬鹿げた台詞も登場した。

## ストーリー
青年ダルタニャンは、国王の近衛銃士となるべくパリに到着したが、パリに慣れないため、多くのミスをしでかし、当の近衛銃士であるアトス、ポルトス、アラミスの3人と決闘をする羽目になった。その決闘のさなかに、駆けつけたリシュリュー枢機卿の護衛隊の隊長ジュサックが銃士たちに対決を迫ったため、3人の加勢をすることになる。リシュリューの護衛隊に立ち向かった功を認められ、ダルタニャンは銃士と行動を共にすることを許される。リシュリューは、国王をしのぐだけの権力をさらに大きくしようと言う野望を抱いていた。一方でダルタニャンは、魅力的なコンスタンス・ボナシュウ、枢機卿のスパイである情熱的なレディ・ド・ウィンテル（ミレディー）の2人と色恋沙汰に陥る。
一方で、アンヌ王妃のかつての恋人であるバッキンガム公爵が、ひょっこりフランスに現れ、あなたの思い出となるものをいただきたい、と王妃に言う。王妃はダイヤモンドのネックレスを公爵に贈る。この密会を知ったリシュリュー枢機卿は、王妃に舞踏会でダイヤのネックレスを着けさせるよう国王に迫り、ミレディーをイングランドの公爵のもとに送って、ネックレスを盗ませる。ミレディーは公爵をたらし込み、ネックレスから2個のダイヤを盗む。銃士たちはネックレスを取り戻そうとするが、枢機卿の邪魔立てに遭う。しかし、ダルタニャンが、2個のダイヤを新たに加えたネックレスを公爵より取り戻し、王妃を危機から救い出す。
映画は、ダルタニャンが正式に近衛銃士となるところで終わる。

## キャスト
| 役名                 | 俳優                         | 日本語吹替                                                                                   |
| 役名                 | 俳優                         | テレビ朝日版                                                                                 |
| -------------------- | ---------------------------- | -------------------------------------------------------------------------------------------- |
| ダルタニアン         | マイケル・ヨーク             | 松橋登                                                                                       |
| コンスタンス         | ラクエル・ウェルチ           | 中村晃子                                                                                     |
| アトス               | オリヴァー・リード           | 内海賢二                                                                                     |
| ポルトス             | フランク・フィンレー         | 大塚周夫                                                                                     |
| アラミス             | リチャード・チェンバレン     | 金内吉男                                                                                     |
| ルイ13世             | ジャン＝ピエール・カッセル   | 仲木隆司                                                                                     |
| アンヌ王妃           | ジェラルディン・チャップリン | 平淑恵                                                                                       |
| バッキンガム公爵     | サイモン・ウォード           | 仲村秀生                                                                                     |
| ダルタニアンの父     | ジョス・アクランド           | 穂積隆信                                                                                     |
| ボナシュウ           | スパイク・ミリガン           | 千葉耕市                                                                                     |
| プランシェ           | ロイ・キニアー               | 神山卓三                                                                                     |
| ジュラック           | アンヘル・デル・ポゾ         |                                                                                              |
| トレヴィル銃士隊隊長 | ジョルジュ・ウィルソン       | 今西正男                                                                                     |
| ロシュフォール伯爵   | クリストファー・リー         | 西沢利明                                                                                     |
| ミレディー           | フェイ・ダナウェイ           | 平井道子                                                                                     |
| リシュリュー枢機卿   | チャールトン・ヘストン       | 納谷悟朗                                                                                     |
| 不明 その他          |                              | 北村弘一 岡和男 清川元夢 山口健 伊井篤史 島木綿子 沢木郁也 山田礼子 小出童太 牧章子 土井美加 |
|                      |                              |                                                                                              |
| 演出                 | 演出                         | 春日正伸                                                                                     |
| 翻訳                 | 翻訳                         | 篠原慎                                                                                       |
| 効果                 | 効果                         | 大野義信                                                                                     |
| 調整                 | 調整                         | 遠西勝三                                                                                     |
| 制作                 | 制作                         | 千代田プロダクション                                                                         |
| 解説                 | 解説                         | 淀川長治                                                                                     |
| 初回放送             | 初回放送                     | 1982年2月7日 『日曜洋画劇場』                                                                |

※日本語音声は東北新社発売のDVDには未収録、KADOKAWAから発売のBDに収録

## スタッフ
- 監督：リチャード・レスター
- 脚本：ジョージ・マクドナルド・フレイザー（英語版）
- 原作：アレクサンドル・デュマ・ペール
- 製作：アレクサンダー・サルキンド、イリヤ・サルキンド、マイケル・サルキンド（フランス語版）
- 音楽：ミシェル・ルグラン
- 撮影：デヴィッド・ワトキン
- 編集：ジョン・ヴィクター＝スミス
- 美術/プロダクション・デザイン：ブライアン・イートウェル（英語版）
- アートディレクション：レスリー・ディリー（英語版）、フェルナンド・ゴンザレス
- 衣装デザイン：イヴォンヌ・ブレイク
- 特殊効果：エディ・フォーリー、パブロ・ペレス
- 日本語字幕：清水俊二[2]

## 作品の評価

### 映画批評家によるレビュー
Rotten Tomatoesによれば、15件の評論のうち高評価は87%にあたる13件で、平均点は10点満点中7.1点となっている。
『ニューヨーク・タイムズ』のヴィンセント・キャンビーはこう述べている。「レスター監督の『三銃士』はかなりの部分を剣闘に割いており、楽しさを重視していて、観客は、巧妙で、長く続く決闘シーンを見終わった後に、感銘を受けるであろう。誇張されたところが多いが、楽しめる作品である」。

### 受賞歴
ラクエル・ウェルチが第32回ゴールデングローブ賞主演女優賞（ミュージカル・コメディ部門）を受賞している。

## 日本版DVD
過去6回発売されている。
- 2001年5月25日 三銃士 （1973年）　三銃士/四銃士
- 2005年3月25日 三銃士 （1973年） 〈【UPJ】1枚買って1枚もらえる!【2980】キャンペーン第2弾商品〉
- 2006年8月25日 三銃士 （1973年） 〈初回限定生産〉
- 2008年7月10日 三銃士 （1973年） 〈初回限定生産〉
- 2009年5月9日　三銃士 （1973年） 〈初回限定生産〉
- 2011年3月2日　三銃士 （1973年） 〈初回限定生産〉